# 国是綱目
国是綱目（こくぜこうもく）は、明治2年（1869年）1月に当時の兵庫県知事であった伊藤博文が、県幹部3名（中島信行・田中光顕・何礼之）および大阪に赴任中の会計官権判事陸奥宗光とともに提出した建白書。兵庫論（ひょうごろん）とも。

## 経緯
江戸幕府の崩壊とともに成立した明治政府は、それまで尊皇攘夷を掲げて様々な行動を起こしてきた朝廷や薩摩藩・長州藩などの攘夷派志士が中心となって結成していた。このため、各地の攘夷派は新政府が成立すれば当然攘夷が断行されるものと考えていた。ところが、新政府は慶応4年1月10日（1868年2月3日）にいわゆる「開国の詔」を出し、諸外国に対して幕府が締結した条約の継続を約束し、また五箇条の御誓文にて「旧来ノ陋習ヲ破リ」「智識ヲ世界ニ求メ」と述べ、続く五榜の掲示においても「万国公法履行」を掲げていたにもかかわらず、攘夷については明確な否定をしなかった。
かつて東禅寺のイギリス公使館襲撃に加わっていた伊藤博文はその後のイギリス留学を通じて、攘夷が非現実的な方針であり、いつまでも実現不可能な路線に固執すべきではないと考えていた。また、いつまでも藩を存続させておくことは日本の政治的な統一を妨げる原因の一つになると考えて一刻も早い廃止を望んでいた。しかし、当時の伊藤はいまだ一介の地方知事でしかなく、中央の方針に関与できるだけの立場にはなかった。
奥羽越列藩同盟の崩壊が確実となった明治元年9月17日（1868年11月2日）、伊藤は「五州各国ト並立ント欲スルヤ、世禄ノ制を以国政ヲ立ル不能ハ人々ノ知ル所ナリ」と述べて、日本は海外諸国と同等の国家を目指し、まずそのために天皇に兵権を集中すべきとする意見書を出し、続いて11月に近隣の姫路藩が版籍奉還の申し出をしたと知るや、同様の趣旨の意見書を再度提出した。
その後、一向に新政府からの音沙汰がないのに不満を抱いた伊藤は、薩長土肥の藩主が版籍奉還の上表を行ったという報を聞きつけ、部下である県判事の中島、権判事の田中、同じく英学者で県出仕（顧問に相当する）の何と相談して建白書の提出を図り、これにたまたま伊藤と面識を持った陸奥も加わって5人連名で提出したのが、6か条からなる『国是綱目』であった。

## 提出とその反響

### 提出
提出とその内容、その後の反響は、伊藤が存命中に本人からの聴取を交えて書かれた『伊藤博文伝』などから明らかとなっている。
京都にあった新政府において、三条実美・岩倉具視・大久保利通・西郷隆盛・広沢真臣らが居並ぶ中で伊藤は建白書を提出し、後藤象二郎が内容を読み上げた。

### 内容の要約
- 天皇による万世一系の国家を維持するために、海外諸国と並立して文明開化の政治を行い、人民全てに均しく天皇の恩沢が行き渡る国家を形成する必要がある。
- 全国の政治・兵馬の大権を朝廷に集めるために諸藩に人民と兵力を朝廷に返却させ、藩主を貴族として遇し、それに代わって朝廷の法令を全国一律に布告すべきである。
- 広く世界万国と交通を開き、他国に信義を示すことで国威を発揚すべきである。
- 人々に対して自在自由の権を与え、国家も士農工商の別を無くして民による自由な職業選択と居住地選択に任せるべきである。
- 全国の人民をして世界万国の学術に通じるようにさせ、そのため東西南京に大学校、町や村に小学校を設置して身分・居住地を問わず教育を与えるべきである。
- 外国との条約を遵守して、貿易産業を興して人々を重視させ、外国とは懇親をもって相交わる事を国論（国家の方針）とし、外国人の殺傷などは容認すべきではない。また、この国論を内外に鮮明にして異説（攘夷論）を排して官民をその方向に導くべきである（なお、財政規律の確立も需要であるが、これは後日回答したい）。

### 反響
これに対して、三条以下は賛否を論ずることもなく無言で聞き入ったと『伊藤博文伝』には書かれているが、実際には大久保らの反感を買ったと言われている。なぜなら、大久保や西郷、木戸孝允らは既に将来的な廃藩置県を見据えた版籍奉還の準備を進めていたが、版籍奉還を行えば幕藩体制において絶対的な原理として250年以上続いてきた藩主と藩士の主従関係を根本的に否定することになるため、一歩間違えれば全国的な反乱を引き起こしかねないからであった。そのため、大久保は五箇条の御誓文の精神に則って、新政府内の各機関による「公議輿論」の合意を経ることでその正当性を打ち立てる計画であった。伊藤の建白書はその計画を壊しかねないものであった。
伊藤の建白書はたちまち新政府内外に広まって、伊藤は大きな憎悪を受けることとなる。一つは一気に廃藩置県を論じたことによって、諸藩の藩士が大いに動揺し、一部の保守派が京都に押しかけて、伊藤を「忠義の道を蔑ろにする者」としてその排斥もしくは処罰を新政府に求める動きに出たことである。もう一つは攘夷論の否定を迫り「外国と並立」することを論じたことで一部の攘夷派もこれに同調する動きを見せたことである。これを憂慮した岩倉は伊藤に謹慎を指示し、また3月12日には木戸も伊藤に対して書簡を送り、安易に「外国との並立」との言葉を使うことの危険性を忠告している。

### 「開国」の決定
伊藤の建白が全くの無駄になったわけでも無かった。この年の3月7日に東京の姫路藩邸に各藩の公議人227名を集めて公議所が設置されると、外交政策が急遽課題として取り上げられたのである。4月17日、外国官より「問題17条」と「問題4条」の2議題が提示された。「問題17条」と呼ばれる17条からなる質問形式において、まず攘夷の是非について問い、もし攘夷を行う場合についての対応策について公議人の意見を求めた。その結果が23日にまとめられたものの、その質問自体が攘夷の方策について徹底的に問い質したもので、答えに詰まった公議人たちは「攘夷は不可である」との回答を寄せたのである。続いて5月21日から東京で開催された上局会議（東京会同）において、25日に公議所の結果を受けて「開国和親」を国策とすることの是非を問う明治天皇の勅問が提示され、28日に上局会議はこれを是とする勅答を提示した。これによって、正式に「開国」を日本（明治政府）の国策とすることが正式に決定した。
続いて、同様の手続を経た版籍奉還も外交問題よりは紆余曲折があったものの、6月17日に実施されることとなった。

## 備考
この建白書の5人はその後、明治の政治において様々な交錯をすることになる。後に伊藤博文が内閣総理大臣になった際に田中は内閣書記官長、陸奥は外務大臣などを務めている。また、後に衆議院議長を務めた中島の最初の妻は陸奥の実の妹であり、また何の門人でその推挙で大阪で英学校の教師をしていた星亨は何の紹介で陸奥と知り合い、後年政治行動をともにすることになる。